# Másnaposok 3.
A Másnaposok 3. (The Hangover Part III) 2013-as amerikai vígjáték, melyet a Warner Bros. forgalmazott.
A film folytatása a 2011-ben készült Másnaposok 2.-nek, valamint ez a Másnaposok trilógia utolsó része. A film főszereplője Bradley Cooper, Ed Helms, Zach Galifianakis, Justin Bartha és Ken Jeong.

## Cselekmény
Leslie Chow, a kínai bűnöző bravúrosan megszökik egy thaiföldi börtönből, majd Mexikóba utazik. Phil, Stu, Doug összefog, hogy Alan-t a 42 éves, még mindig önállótlan és gyerekes barátjukat elvigyék egy szanatóriumba. Az odavezető úton megtámadják őket, majd Doug-ot túszul ejtik. A "farkasfalka" megmaradt három tagjának a bandavezér, Marshall ajánlatot tesz: vagy előkerítik Leslie-t, aki ellopott tőle 21 millió dollár értékű aranyat, vagy a barátjuk meghal! Phil és Stu nem érti, miért pont nekik kell megkeresni az őrült kínait, hiszen nem is ismerik. Ám Marshall elárulja, hogy a félnótás Alan rendszeresen levelezik a szökevénnyel, ő az egyetlen ismert kapcsolat, tehát ők képesek megtalálni őt.
Alan egy emailt ír Leslie-nek, így létrejön a titkos találkozó kettejük között. Ám Alan gyorsan lebukik, így kénytelen a barátait is felfedni. Leslie elárulja, hogy az arany egy luxuslakásban van, oda kell betörniük és a keresett aranyat elhozniuk. Az akció sikerrel jár, meglesz a keresett arany ám Leslie elárulja társait, bezárja őket és rájuk hívja a rendőrséget. A bajt csak tetézi, hogy az őrült kínai még ettől is jobban átvágta őket, ugyanis a ház, ahova betörtek a bandavezér, Marshall háza volt. Nem hogy nem szerezték vissza az aranyat, de még többet is segítettek ellopni.
Kapnak még egy esélyt, így ismét Leslie nyomába erednek. A nyomozás során Alan végre megismerkedik egy nővel, Cassie-val, akivel kölcsönös vonzalom alakul ki. A nyomozás során a szálak Las Vegasba vezetnek, ahol megtalálják a kínait. Sikerül elfogniuk és Marshall kezébe juttatniuk, ám Alan az utolsó pillanatban mégis régi barátja védelmére kel és kiszabadítja. A dühös Leslie lelövi a bandavezért és társait, ám a többieknek megkegyelmez. Alan érzékeny búcsút vesz őrült barátjától és Alan kivételével mindenki hazautazik.
Hat hónappal később a négy jóbarát Alan esküvőjére készülődik, régi barátjuk feleségül veszi a Las Vegasban megismert Cassie-t.
A film legvégén a stáblista közben még egy rejtett jelenetet láthatunk: a lagzi után a négy jóbarát ébredezik, a szoba romokban, egy motorkerékpár áll ki a falból, egyikőjük menyasszonyi ruhában fekszik, Stu félmeztelenül kerül elő, mindössze egy női bugyit viselve... Nem emlékeznek semmire. Alan bátortalanul megjegyzi, hogy az esküvői tortát Leslie-től kapta... Ekkor megjelenik Leslie is teljesen meztelenül egy karddal és egy üveg itallal és azt mondja: "Beteg buli volt köcögök!"

## Szereplők
| Szerep                 | Színész           | Magyar hang      |
| ---------------------- | ----------------- | ---------------- |
| Phil Wenneck           | Bradley Cooper    | Rajkai Zoltán    |
| Dr. Stuart "Stu" Price | Ed Helms          | Forgács Péter    |
| Alan Garner            | Zach Galifianakis | Scherer Péter    |
| Leslie Chow            | Ken Jeong         | Józsa Imre       |
| Sid Garner             | Jeffrey Tambor    | Forgács Gábor    |
| Jade                   | Heather Graham    | Major Melinda    |
| Fekete Doug            | Mike Epps         | Király Attila    |
| Doug Billings          | Justin Bartha     | Hevér Gábor      |
| Marshall               | John Goodman      | Faragó András    |
| Tracy Billings         | Sasha Barrese     | Czifra Krisztina |
| Lauren Price           | Jamie Chung       | Bánfalvi Eszter  |
| Linda Garner           | Sondra Currie     | Horváth Zsuzsa   |
| Stephanie Wenneck      | Gillian Vigman    | Szávai Viktória  |
| Cassie                 | Melissa McCarthy  | Börcsök Enikő    |

## Kritikai fogadtatás
A nézők és a kritikusok egyértelműen csalódtak a filmben. Szóvá tették, hogy sem másnaposság, sem alkoholfogyasztás nem szerepel a filmben, a történet teljesen más, mint az előző két részben volt. A film emellett erőszakos is, az elején elpusztul egy zsiráf, Leslie megfojtja a házőrző kutyákat, többen pedig meghalnak a filmben. Az iMDb-n a pontszáma 5,8 pont, ami a legalacsonyabb a három rész közül.